# جائزة بلجيكا الكبرى 1963
جائزة بلجيكا الكبرى 1963 هو سباق فورمولا 1 أقيم بتاريخ 9 يونيو 1963 في حلبة دي سبا فرانكورشومب، حمام معدني، بلجيكا. كان الثاني من أصل 10 في بطولة العالم لسباقات الفورمولا واحد موسم 1963. حلّ البريطاني جيم كلارك أولا بينما جاء بروس ماكلارين في المركز الثاني وحصل على المركز الثالث الأمريكي دان جورني.